# وزیر دفاع ایتالیا
وزیر دفاع ایتالیا (انگلیسی: Minister of Defence) عضو ارشد کابینه ایتالیا است، که وزارت دفاع را رهبری می‌کند. این وزیر مسئول امور دفاع نظامی و غیرنظامی و مدیریت نیروهای مسلح ایتالیا است. وزیر دفاع ایتالیا توسط رئیس‌جمهور ایتالیا انتخاب و منصوب می‌شود و به نخست‌وزیر ایتالیا گزارش می‌دهد.
اولین وزیر جنگ، مانفردو فانتی، ژنرال ارتش سلطنتی ایتالیا بود، در حالی که اولین وزیر دفاع، لوئیجی گاسپاروتو، عضو حزب کارگر دموکرات بود. متصدی فعلی این سمت، گویدو کروزتو، از حزب برادران ایتالیا است که از ۲۲ اکتبر ۲۰۲۲ به‌عنوان وزیر دفاع فعالیت می‌کند.